# Баррикада (село)
Баррика́да — село в Исилькульском районе Омской области. Административный центр Баррикадского сельского поселения.

## История
Основано в 1928 году как коммуна. В 1932 году организован колхоз «Баррикада».

## Население
| 2002 | 2010 |
| ---- | ---- |
| 1039 | ↘868 |

## Улицы
- ул. 70 лет Октября,
- ул. Коммунаров,
- ул. Комсомольская,
- ул. Ленина,
- ул. Школьная.